# 638 v.Chr.

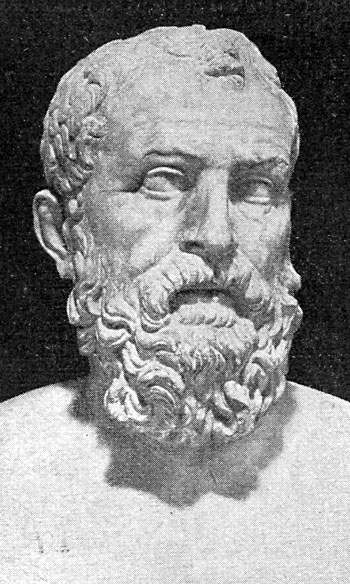
Solon van Athene (ca. 640 - 560 v.Chr.)

Het jaar 638 v.Chr. is een jaartal volgens de christelijke jaartelling.

## Geboren
- Solon, Atheens dichter en politicus (waarschijnlijke datum)